# Thecla actaeon
Thecla actaeon är en fjärilsart som beskrevs av Fabricius 1775. Thecla actaeon ingår i släktet Thecla och familjen juvelvingar. Inga underarter finns listade i Catalogue of Life.